# Ferruccio Valcareggi
Ferruccio Valcareggi, né le 12 février 1919 à Trieste et mort le 2 novembre 2005 à Florence, est un footballeur italien devenu entraîneur. Il eut notamment en charge l'équipe d'Italie de football.

## Biographie
Joueur de Trieste à partir de 1938, puis de la Fiorentina, du Milan AC, Bologne, Brescia, Vicenza et Lucchese, Ferruccio Valcareggi devient ensuite entraîneur à partir de 1953.
Il entraîne alors notamment l'Atalanta Bergame et la Fiorentina. Il prend en charge l'équipe d'Italie de football de 1967 à 1974. Il mène la Squadra au titre de champion d'Europe 1968 et en finale de la Coupe du monde 1970.
Il quitte ses fonctions de sélectionneur national après la Coupe du monde 1974. Il devient ensuite entraîneur de l'Hellas Vérone (1975-1978), puis de l'AS Rome en 1979-1980.